# Peristygis
Peristygis là một chi bướm đêm thuộc họ Geometridae.